# 橘樹神社 (茂原市)
橘樹神社（たちばなじんじゃ）は、千葉県茂原市本納にある神社。式内社、上総国二宮で、旧社格は県社。神紋は「橘」。
古くは「橘神社」・「橘木神社」とも記された。現在は「橘樹」の2字で「たちばな」と読む。

## 祭神
主祭神
- 弟橘比売命 （おとたちばなひめのみこと）

相殿神
- 日本武尊 （やまとたけるのみこと） - 弟橘比売命の夫。
- 忍山宿禰 （おしやまのすくね） - 弟橘比売命の父。

## 歴史

### 概史
社伝では、日本武尊が東征した際、相模から上総へ渡ろうとした時に海上で暴風に遭い、日本武尊の妃・弟橘媛が海に身を投じて難を救ったことから、日本武尊が弟橘媛の御陵を作り、弟橘媛の櫛を納めて、橘の木を植えて祀ったのに始まると伝える。『古事記』には「七日の後、その后の櫛海辺に依りき。すなはちその櫛を取りて御陵を作り治め置きき。」とあり、これが当社のことであるという。また『日本書紀』では、「さらに相模においでになって、上総に渡ろうとされた。海を望まれて大言壮語して、こんな小さい海、飛び上ってでも渡ることができよう、と言われた。（中略） こうして、日本武尊は上総より転じて陸奥国に入られた。そのとき大きな鏡を船に掲げて、海路をとって葦浦（鴨川市吉浦）を廻り玉浦（九十九里浜）を横切って蝦夷の支配地に入られた。」とあり、この時祀られたのが由来とされる。
国史の初見は、『日本三代実録』元慶元年（877年）5月17日条、従五位勲五等の橘樹神に正五位下の神階を授けるという記述である。元慶8年（884年）7月15日、正五位上の神階が授けられ、日本武尊・忍山宿禰が合祀された。『延喜式』神名帳には上総国長柄郡に「橘神社」と記載され、式内社に列している。
中世には当社周辺に社領・橘木荘（のち二宮荘）を有した。延宝8年（1681年）には正一位が授けられたという。
明治6年（1873年）近代社格制度において県社に列した。

### 神階
- 元慶元年（877年）5月17日、従五位上勲五等から正五位下勲五等 （『日本三代実録』） - 表記は「橘樹神」。
- 元慶8年（884年）7月15日、正五位上勲五等 （『日本三代実録』） - 表記は「橘神」。

## 境内
本殿は、江戸時代の寛政12年（1800年）の造営。
本殿の背後には、弟橘比売命御陵とされる古墳が残る。本殿が造営されるまで、拝殿から直接古墳を拝む形となっていたという。また、境内の吾妻池はこの墳墓を掘った跡の穴であると伝えられる。

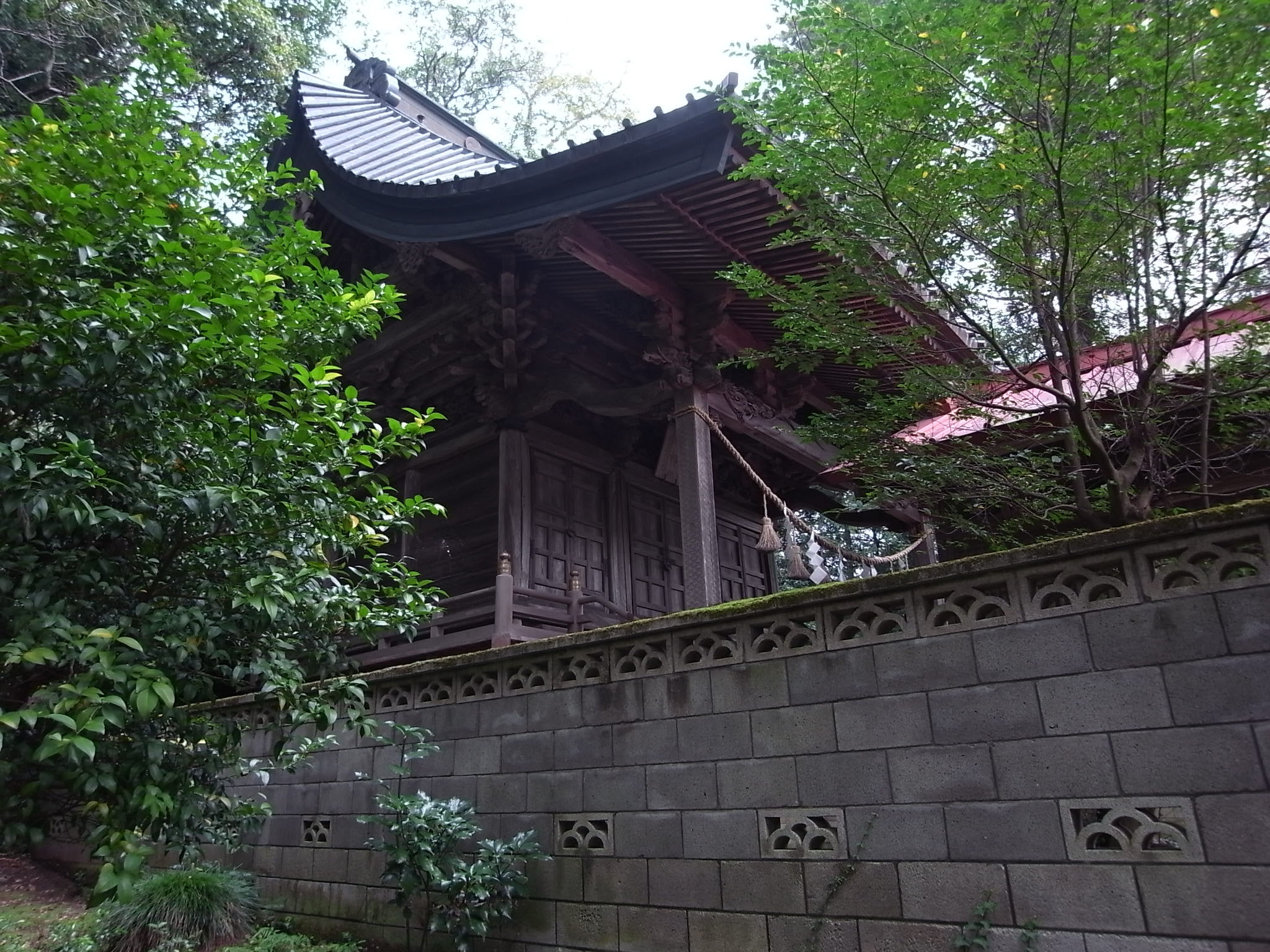
本殿
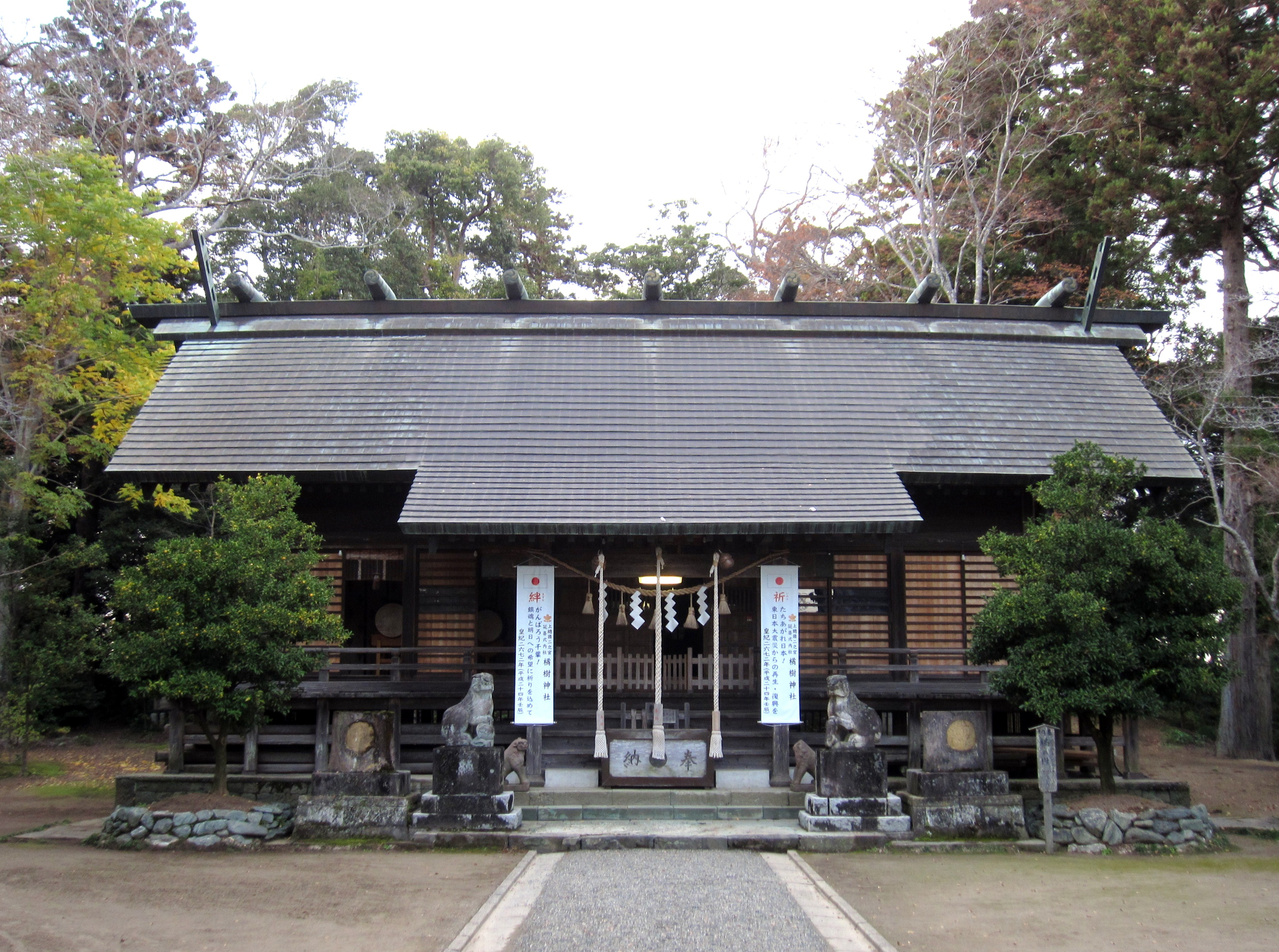
拝殿
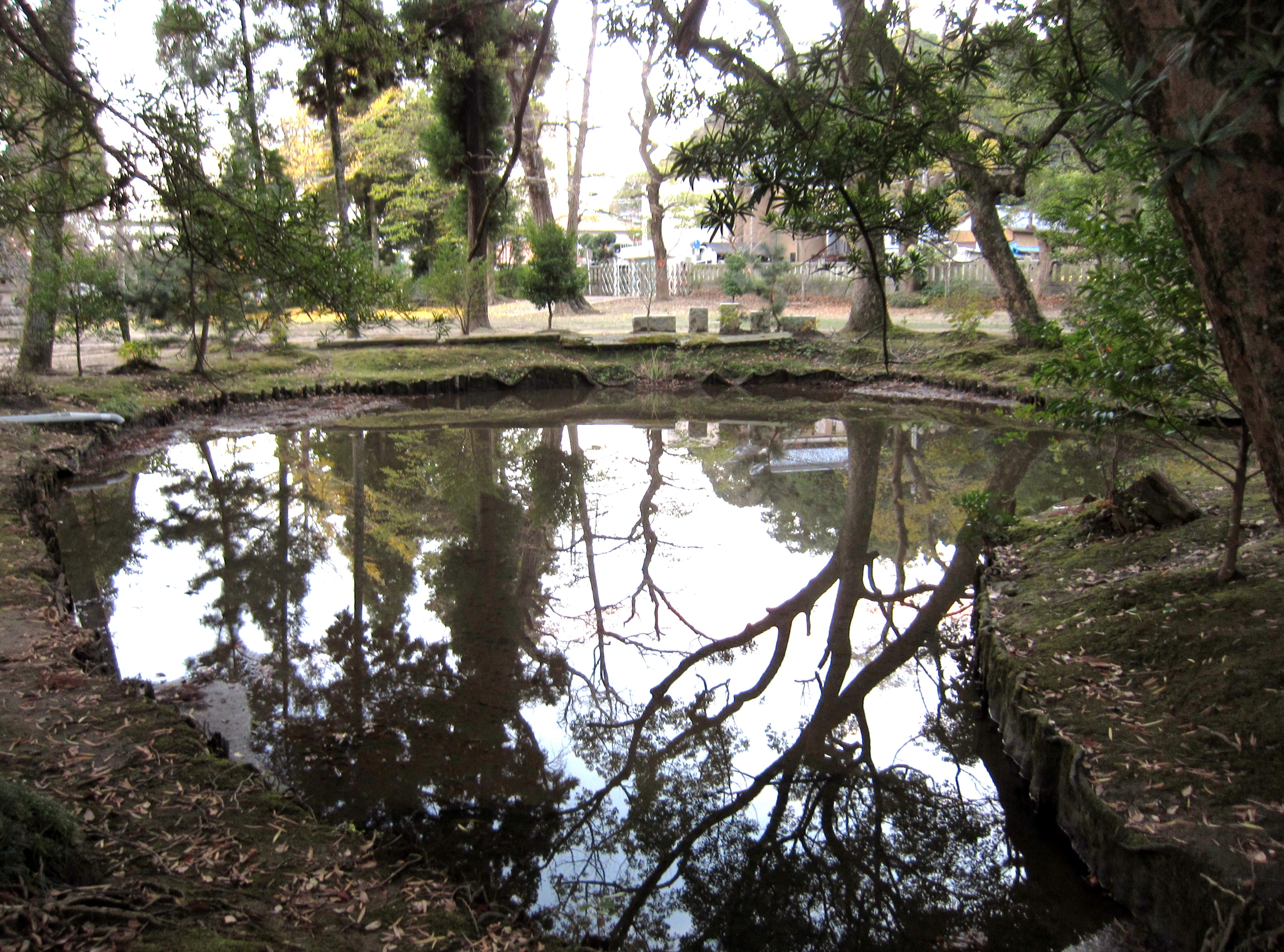
吾妻池
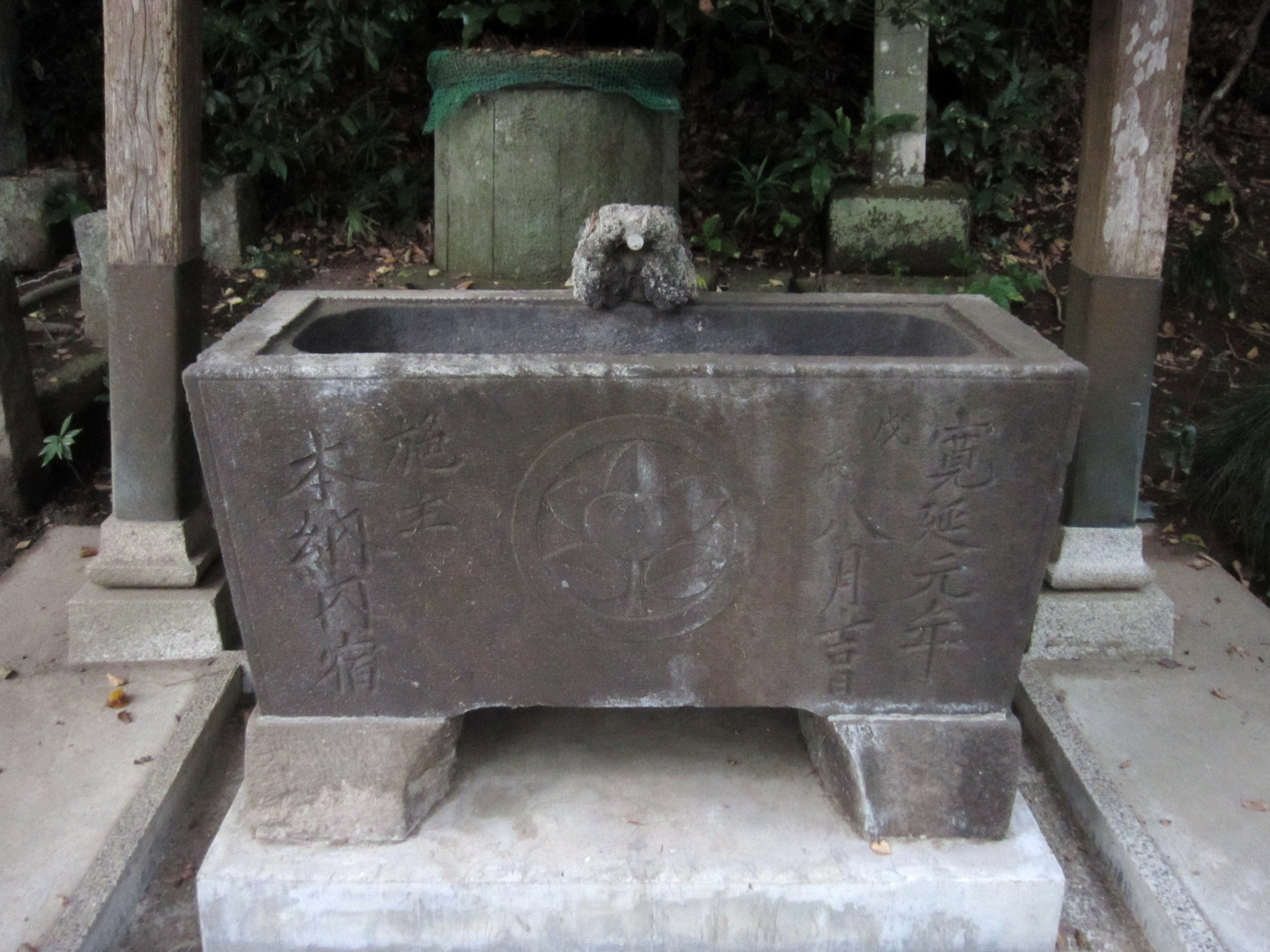
手水鉢 寛延元年（1748年）。
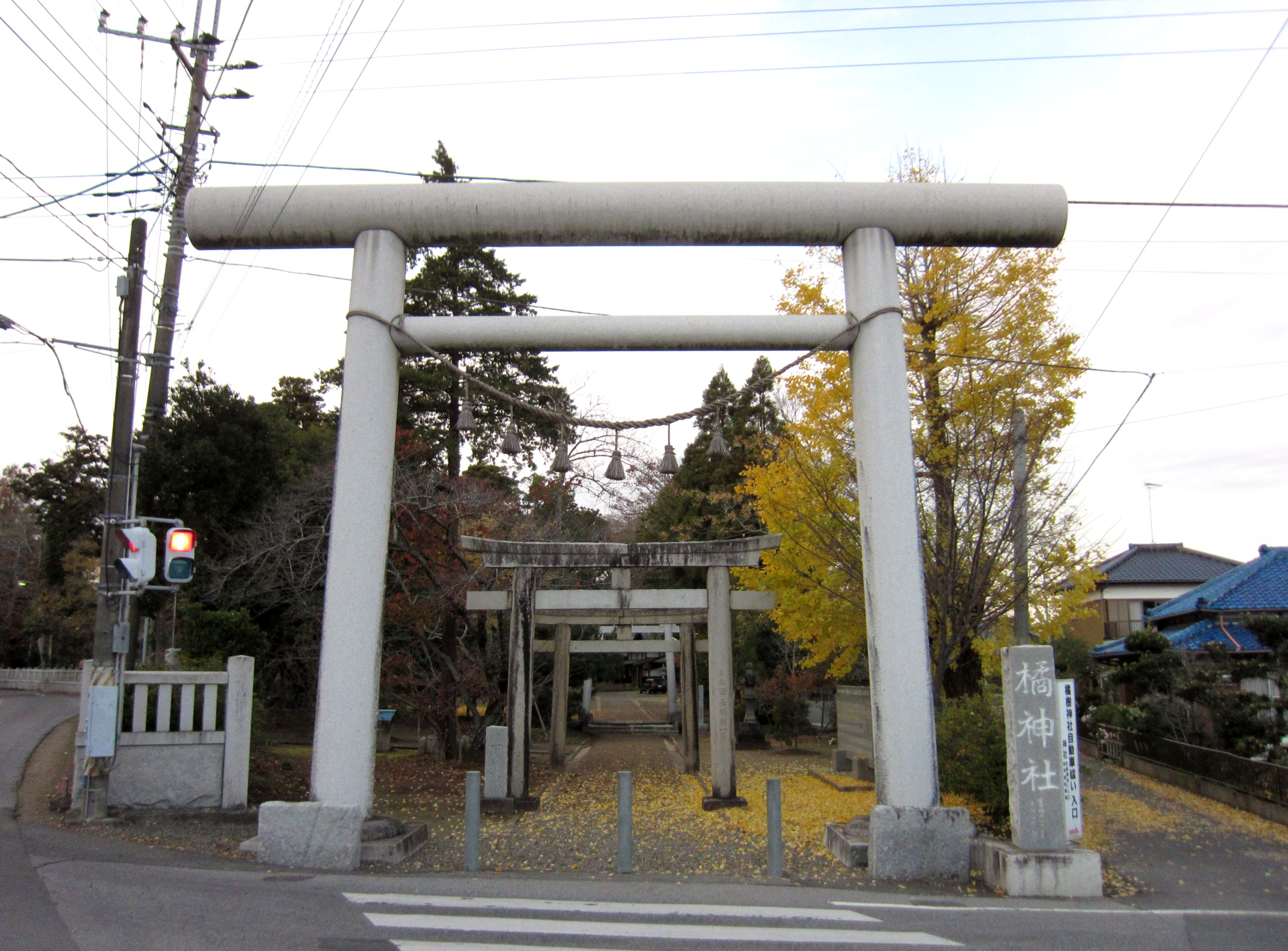
一の鳥居

## 摂末社

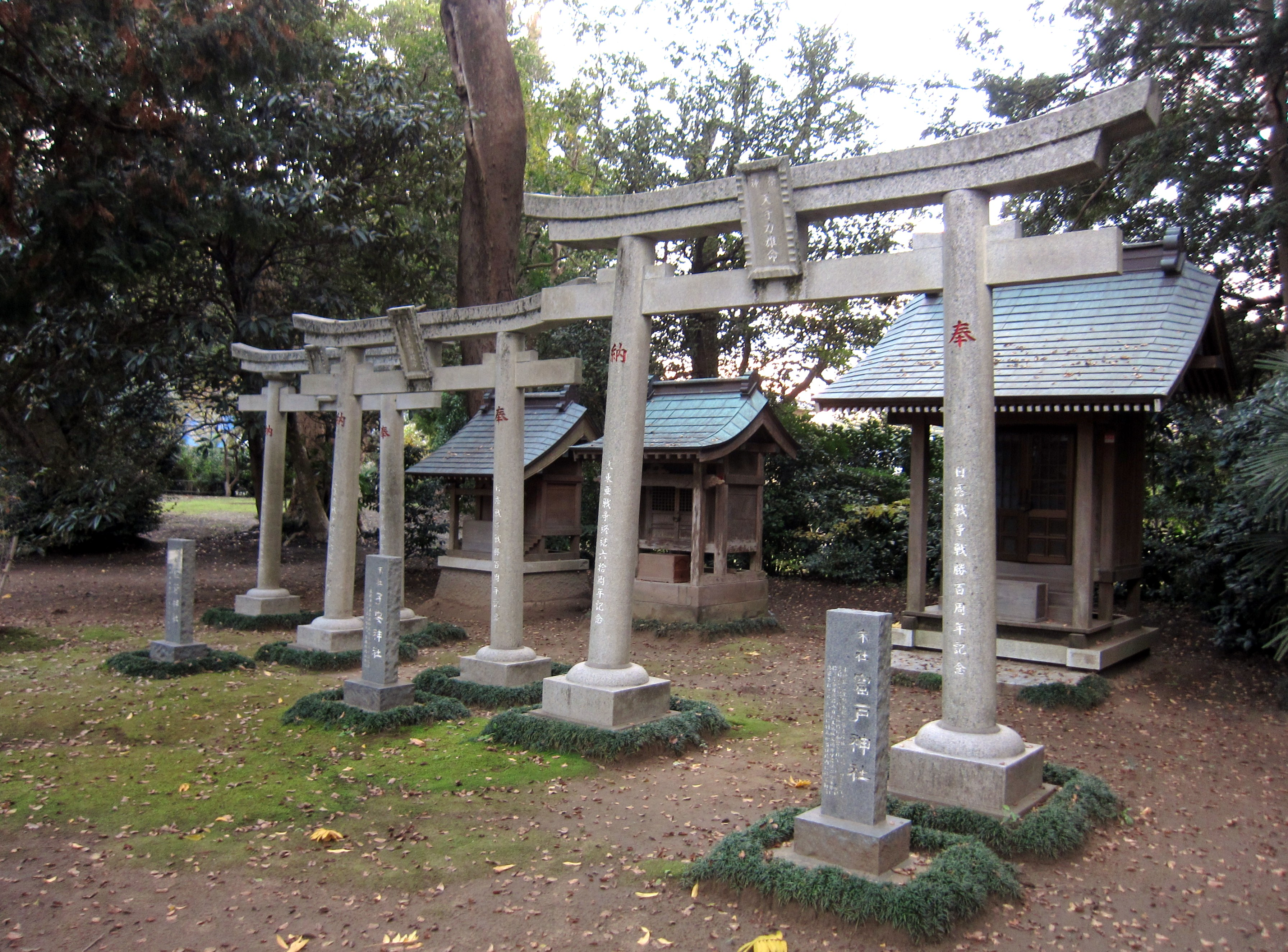
摂末社

いずれも末社。
- 秋葉神社
  - 祭神：伊弉冉命、火産霊命

天正年間勧請。
- 粟嶋神社
  - 祭神：少彦名命

文禄年間勧請。
- 稲荷神社
  - 祭神：保食命

創建以来鎮座。
- 子安神社
  - 祭神：木花開耶媛命

永禄年間に勧請。
- 窟戸神社
  - 祭神：天手力雄命

本納城落城とともに遷座。

## 主な年中行事
- 歳旦祭 （1月1日）[3]
- 元始祭 （1月3日）
- 祈年祭 （2月17日）
- 夏越の大祓 （6月30日）
- 例祭 （10月体育の日前日） - 古くは10月10日に行われた。
- 新嘗祭 （11月23日）
- 古札焼納祭 （12月31日）
- 師走の大祓 （12月21日）

## 文化財

### 千葉県指定文化財
- 橘木社文書（附 長谷川有則文書請取状控）（書跡） - 平成元年3月10日指定。

### 茂原市指定文化財
- 本納橘神社社叢（天然記念物） - 昭和55年2月26日指定。
- 宮ノ下遺跡（史跡） - 昭和53年12月28日指定。
- 橘樹神社荻生観扁額（附 荻生観自筆「琴の記」）、神代杉（書跡） - 平成5年1月22日指定。

## 現地情報
所在地
- 千葉県茂原市本納738

交通アクセス
- 最寄駅：JR東日本外房線 本納駅 （徒歩約15分）
- 最寄IC：首都圏中央連絡自動車道（圏央道）茂原北インターチェンジ

周辺
- 本納城跡